# أبو زيد الهلالي (مسلسل سوري)
مسلسل سوري تاريخي يحكي تغريبة بني هلال من خلال قصة أبو زيد الهلالي منذ ولادته إلى وفاتة حيث يبدأ المسلسل في نجد وينتهي في تونس. من إخراج باسل الخطيب وتأليف محمد أبو معتوق وعرض أول مرة عام 2004 على قناة أبو ظبي.

## الممثلون
البطولة
- سلوم حداد في دور أبو زيد الهلالي.

بقية الممثلين
- جهاد سعد في دور الأمير حسن.
- سامر المصري في دور دياب بن غانم.
- جيانا عيد في دور الخضراء.
- سوزان نجم الدين في دور الجازية.

عباس النوري في دور الأمير سرحان.
- رضوان عقيلي في دور الأمير غانم.
- عبد الرحمن أبو القاسم في دور الأمير رزق.

من تونس
- فتحي الهداوي في دور الزناتي خليفة.
- لورا أبو أسعد - ريم علي - يوسف مقبل - محسن غازي - مانيا النبواني - رولا ذيبان - محمد أل رشي - عامر العلي - نسرين طافش - إيفلين الحسن - ريم عبد العزيز - علي صطوف.

من العراق
- مناضل داوود - نسرين عبد الرحمن.
- إياد أبو الشامات - شادي الصفدي - يحيى حموي - سهيل حداد - عاصم حواط - ياسين عدس - إيمان الجابر -* فاطمة أبو عقل - وليد عبود - نوار بلبل - نيرودا الحسن - نبيل نعمة - رواد عليو - أحمد حداد - خليل حداد - علاء خليل - سوزان سكاف - خالد القيش.

ضيوف المسلسل
- نورا مراد في دور فاطمة بنت عسجم.
- رياض وردياني في دور الزحلان.
- قمر خلف في دور الملكة خرما.
- سلوى جميل في دور أم سعدى.
- محمد حداقي في دور الدبيسي.
- عهد فنري في دور زوجة الزحلان.

لأول مرة
- منذر أبو راس في دور الخفاجي عمر.
- سهى أبو بكر في دور وطفة.

ضيوف الشرف
- عبد المجيد مجذوب.

الأطفال
- شيفزان المحمود في دور بركات الصغير.
- إيفان المحمود في دور سعد الصغير.